# Uzcudun
Uzcudun es una pequeña localidad del Departamento Florentino Ameghino en la Provincia del Chubut, República Argentina. Se encuentra sobre la Ruta Nacional Nº 3 a 140 km al sur de la ciudad de Trelew y a 240 km al norte de la ciudad de Comodoro Rivadavia, a una altitud de 405 m s. n. m.

## Historia
Fue poblada el 9 de julio de 1933 por Felipe Uzcudun que en primera instancia se dedicó a la explotación ovina y posteriormente abrió un parador donde se ofrecía alojamiento, combustible y comidas a quienes transitaban por entonces la inhóspita Ruta Nacional 3, como así también a la gente de campo que vivía en la zona.
Actualmente tanto la estancia como la estación de servicio continúan siendo explotadas por la misma familia, continuando con la tradición pionera y el arraigo por el lugar.
En 2015 se reinauguró la estación de servicio, ya que el lugar no vendía combustibles desde que la petrolera Shell había decidido su abandono. Sin embargo, estado provincial invirtió, en conjunto con un privado, para reactivarla 1,6 millón de pesos. La estación emplea a 6 personas, cuenta con un minimercado, sanitarios y capacidad de almacenaje de 40.000 litros de nafta súper, 30.000 litros de diésel, 20.000 litros de Euro y otros 20.000 litros de Infinia(todos combustibles comprados a YPF). Desde entonces la estación pasó a ser parte de la red de PetroChubut, marca llevada adelante por Petrominera S.E. Desde ese momento Sergio Bowman, tomó posesión de la concesión.

## Servicios
Ubicado en un punto clave, constituye un remanso para los viajantes de los extensos caminos patagónicos donde el conductor puede aprovisionarse de combustible, disponiendo a su vez de salón comedor donde se ofrecen comidas, bebidas y cafetería. Cuenta también con servicio de telefonía.

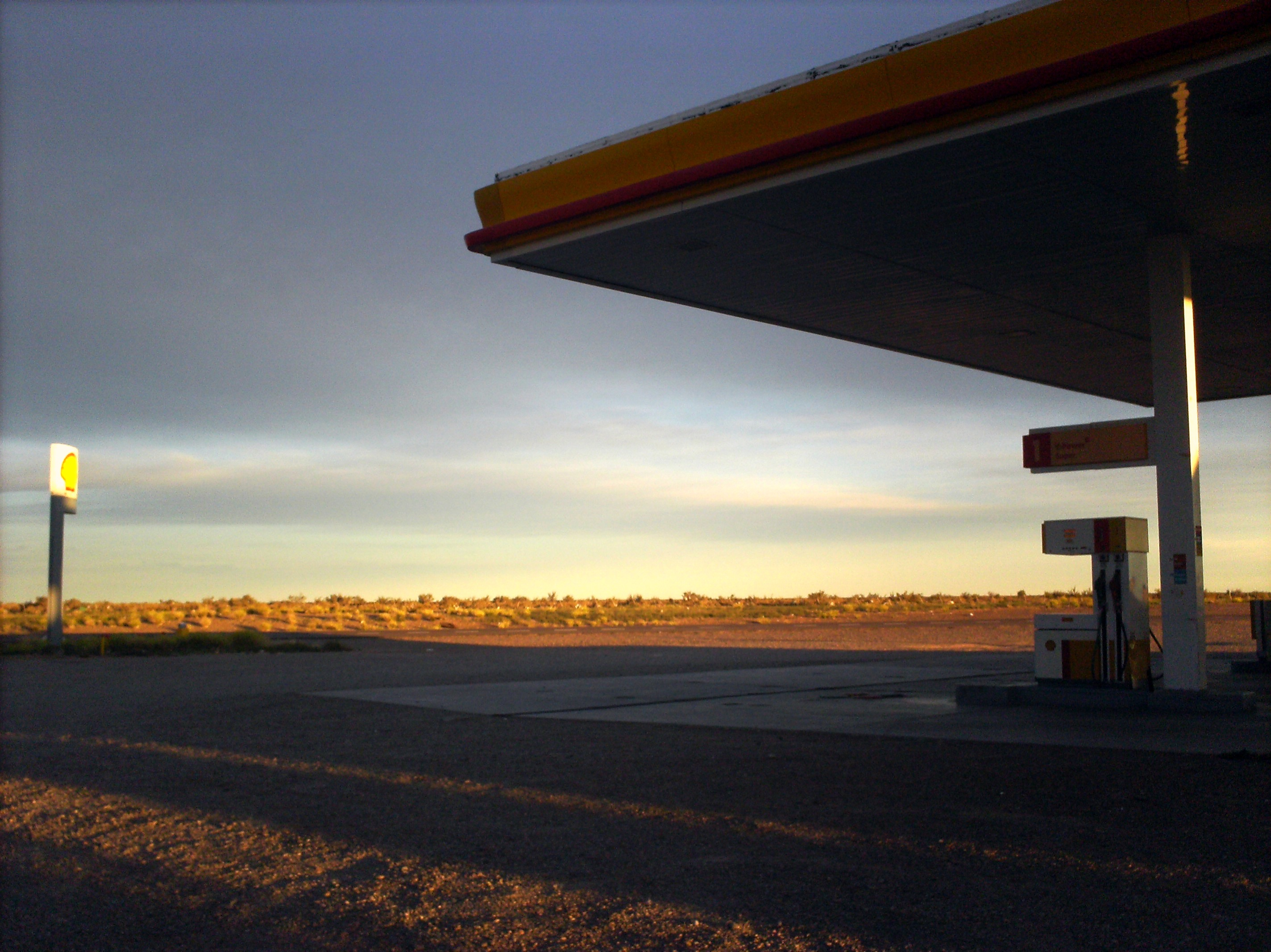
Vista de la estación durante su etapa de servicio Shell desde la ruta 3